# Hua'e
Hua'e (kinesiska: 花萼乡, 花萼) är en socken i Kina. Den ligger i provinsen Sichuan, i den sydvästra delen av landet, omkring 420 kilometer öster om provinshuvudstaden Chengdu. Antalet invånare är 1 339. Befolkningen består av 628 kvinnor och 711 män. Barn under 15 år utgör 22,0 %, vuxna 15-64 år 64 %, och äldre över 65 år 13,0 %.
Genomsnittlig årsnederbörd är 1 349 millimeter. Den regnigaste månaden är september, med i genomsnitt 296 mm nederbörd, och den torraste är december, med 4 mm nederbörd.